# Museo delle carrozze (Lisbona)
Il Museu Nacional dos Coches (in italiano: Museo Nazionale delle Carrozze) – chiamato anche Museu dos Coches Reais  (Museo delle Carrozze Reali; vecchia denominazione, ante-repubblicana) - è un museo con sede a Lisbona, che ospita una collezione di una sessantina di carrozze reali risalenti al XVII – XIX secolo e provenienti da Portogallo, Austria, Francia e Italia.
Si tratta di uno dei più importanti musei, se non del più importante, museo del genere al mondo  e del museo più visitato di Lisbona e di uno dei più visitati del Portogallo.

## Storia
Il museo, inaugurato nel 1905 per volere della regina Amélia d'Orléans e di Bragança (moglie di Carlo I), è collocato nel Picadeiro Real, il vecchio maneggio reale, progettato dall'architetto italiano Giacomo Azzolini ed annesso al Palazzo di Belém, l'attuale residenza del presidente del Portogallo, in Praça Afonso de Albuquerque (quartiere/freguesia di Belém).
Attualmente, è però in corso la realizzazione di un nuovo edificio presso le antiche Oficinas Gerais de Material Aeronáutico (sempre nel quartiere di Belém), costruzione iniziata nel febbraio del 2010.

## Caratteristiche
Il museo ospita cocchi, carrozzelle, berline, ecc. adibite agli usi più disparati (viaggi, sfilate, passeggio, ecc.). Oltre alle carrozze, si trovano anche costumi, dipinti (tra cui ritratti di sovrani), armi, strumenti musicali, ecc.
Il pezzo più antico del museo è la carrozza di Filippo II del Portogallo (o Filippo III di Spagna), risalente al 1619.
Nel museo, si trova anche un ritratto della fondatrice, Amélia d'Orléans.